# Ronde van het Maggioremeer (vrouwen)
De Ronde van het Maggioremeer was een Zwitserse wielerwedstrijd die voor vrouwen plaatsvond tussen 1985 en 2009. De wedstrijd werd gehouden als navolging van de manneneditie, die voor het eerst plaatsvond in 1982. De wedstrijd werd gedomineerd door Zwitserse wielrensters. Vier rensters wonnen de wedstrijd tweemaal; de Zwitsers Barbara Ganz en Luzia Zberg en de Italianen Vera Carrara en Noemi Cantele.

## Lijst van winnaars

### Meervoudige winnaars
| Overwinningen | Renner        | Land        | Jaren      |
| ------------- | ------------- | ----------- | ---------- |
| 2             | Barbara Ganz  | Zwitserland | 1985, 1989 |
| 2             | Luzia Zberg   | Zwitserland | 1991, 1994 |
| 2             | Vera Carrara  | Italië      | 2002, 2004 |
| 2             | Noemi Cantele | Italië      | 2007, 2009 |

### Overwinningen per land
| Overwinningen | Land                |
| ------------- | ------------------- |
| 12            | Zwitserland         |
| 9             | Italië              |
| 1             | Australië, Oekraïne |